# Сара (река, впадает в Неро)
Са́ра (также Сарра) — река в Ростовском районе Ярославской области. Длина реки — 89 км, площадь водосборного бассейна — 791 км².

## География

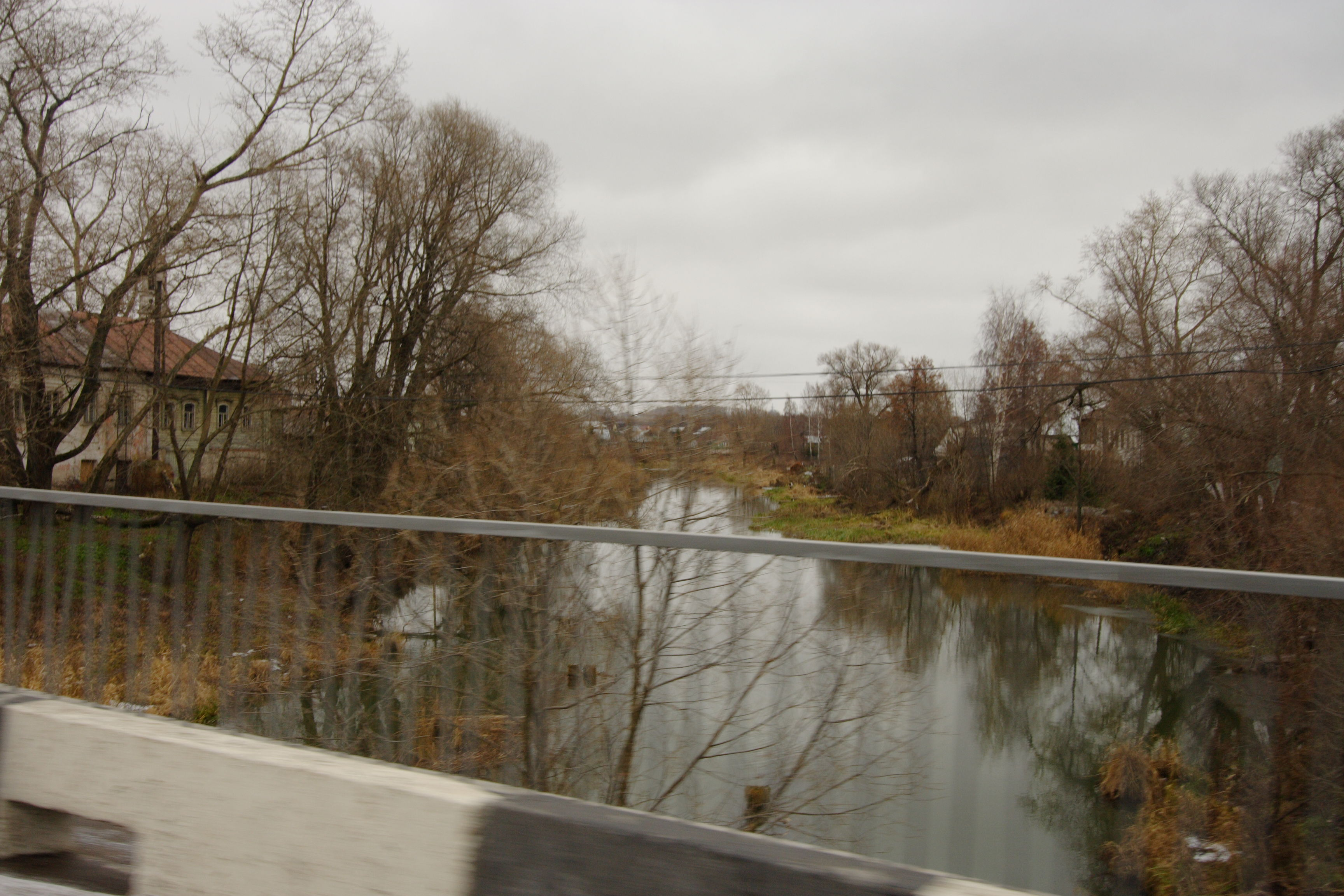
Река в районе Поречье-Рыбного

Сара стекает с южных отрогов Борисоглебской возвышенности, начинаясь из Сарского болота. Проходит по югу Ярославской области и впадает в озеро Неро в 15 км к югу от Ростова. Течёт главным образом по открытым местам, по плоской низине. В нижнем течении река, имевшая второе название Гда, идёт параллельно Ярославскому шоссе, огибает Сарское городище, пересекает железную дорогу на станции Деболовская. В районе посёлка Петровское река мелкая и извилистая, а после железнодорожного моста становится постепенно глубже.
Перед впадением в озеро Неро река проходит через обширное тростниковое болото, формируя большую дельту, выдвинутую далеко в озеро.
По реке проходил один из водных путей Древней Руси.

## Притоки
(указано расстояние от устья)
- 22 км: река Пулохма
- 27 км: река Кось
- 32 км: река Печегда
- 65 км: река Шумна

## Топографические карты
- Лист карты O-37-103 Ростов. Масштаб: 1 : 100 000. Состояние местности на 1984 год. Издание 1988 г.
- Лист карты O-37-115. Масштаб: 1 : 100 000. Состояние местности на 1984 год. Издание 1991 г.